# Alrek de Hordaland
Alrek Eriksson (c. 580-618), según la saga Hálfs saga ok Hálfsrekka fue un caudillo vikingo de Noruega, rey de Hordaland, hijo del rey Eirík el Elocuente (Eiríkr inn málspaki), y padre del legendario Vikar. Alrek murió en batalla contra Jösur de Rogaland, en una guerra que mantuvo contra Koll de Kollsey. Jösur se libró de la ira del hijo de Alrek, Vikar que llegó tarde al campo de batalla cuando Alrek ya estaba muerto y Jösur había partido pero años más tarde tomó venganza, matando al rey Jösur y a todos los varones de las granjas de Kollsey.
Alrek es ancestro directo de Björn buna Grímsson.